# Anatea formicaria
Anatea formicaria là một loài nhện trong họ Theridiidae. Chúng thuộc chi đơn loài Anatea và được Lucien Berland miêu tả năm 1927.